# Роберт Лорд (сценарист)
Роберт Лорд (англ. Robert Lord, 1 травня 1900, Чикаго, Іллінойс, США - 5 квітня 1976, Лос-Анджелес, Каліфорнія, США) — американський сценарист і продюсер. Він написав сценарії до 71 фільму між 1925 і 1940 роками. У 1933 році він отримав премію «Оскар» за найкраще літературне першоджерело за фільм «Рейс в один кінець». В 1938 році він був номінований у тій же категорії за фільм «Чорний легіон». 

## Біографія
Гарвардський випускник Роберт Лорд вивчав англійську літературу та драматургію у знаменитого майстра драматургії Джорджа Пірса Бейкера. Згодом одна з його п'єс, «Підкова на щастя» (1925), привернула увагу Голлівуду та мотивувала Лорда перебратися на Західне узбережжя. Його стиль прози вразив Warner Brothers, які підписали з ним контракт у 1927 році.
Після смерті Марка Геллінгера в 1947 році, Гамфрі Боґарт приймає Лорда на роботу, як віцепрезидента його незалежної кінокомпанії Santana Productions. У своїй новій ролі головного продюсера Сантани Лорд отримав карт-бланш, щоб наймати таких досвідчених письменників, як Деніел Тарадаш та Джон Монкс-молодший. 
Роберт Лорд помер від серцевого нападу 5 квітня 1976 року в Лос-Анджелесі у віці сімдесяти п'яти років.

## Фільмографія
- 1925: Підкова на щастя / The Lucky Horseshoe
- 1926: Повінь у Джонстауні / The Johnstown Flood
- 1928: Маленький сноб / The Little Snob
- 1928: Лев і миша / The Lion and the Mouse
- 1928: Детективи / Detectives
- 1928: На суді / On Trial
- 1929: Комірець на мільйон доларів / The Million Dollar Collar
- 1929: Бур'янча троянда / Hardboiled Rose
- 1929: Без оборони / No Defense
- 1929: На шоу / On With the Show
- 1929: Золотошукачі Бродвею / Gold Diggers of Broadway
- 1929: Авіатор / The Aviator
- 1930: Вона не могла сказати ні / She Couldn't Say No
- 1930: Тримати все / Hold Everything
- 1931: Маленький Цезар / Little Caesar
- 1931: Велика ділова дівчина / Big Business Girl
- 1931: П'ятизірковий фінал / Five Star Final
- 1931: Мангеттенський парад / Manhattan Parade
- 1932: Такий великий / So Big
- 1932: Переможець отримує все / Winner Take All
- 1932: Рейс в один кінець / One Way Passage
- 1932: Завойовники / The Conquerors
- 1932: Фріско Дженні / Frisco Jenny
- 1932: 20000 років в Сінг-сінгу / 20,000 Years in Sing Sing
- 1933: Герої на продаж / Heroes for Sale
- 1933: Світ змінюється / The World Changes
- 1933: Золотошукачі 1933 року / Gold Diggers of 1933
- 1933: Лікар Мері Стівенс / Mary Stevens, M.D.
- 1933: Парад у вогнях рампи / Footlight Parade
- 1933: Місто згоди / Convention City
- 1934: Джентльмен Джиммі / Jimmy the Gent
- 1934: Дами / Dames
- 1935: Золотошукачі 1935 року / Gold Diggers of 1935
- 1935: Посильний міс Глорі / Page Miss Glory
- 1935: Доктор Сократ / Dr. Socrates
- 1936: Зачарована сценою / Stage Struck
- 1936: Коллін / Colleen
- 1937: Чорний легіон / Black Legion
- 1939: Визнання нацистського шпигуна / Confessions of a Nazi Spy
- 1939: Приватне життя Елізабет і Ессекса / The Private Lives of Elizabeth and Essex
- 1940: Поки ми не зустрінемося знову / 'Til We Meet Again
- 1941: Кроки в темряві / Footsteps in the Dark
- 1947: Висока стіна / High Wall
- 1949: Токійський Джо / Tokyo Joe